# Мртви простор (физиологија)
Мртви простор који може бити анатомски и физиолошки, је део дисајних путева у којима нема размене гасова. Овај простор у просеку износи око 150 ml ваздуха. Запремина ваздуха у мртвом простору не учествује у физиологији размени гасова, зато што остаје неискоришћен у деловима дисајним путева (ждрело, гркљан, трахеја) јер не доспева до алвеола плућа, или се не ресорбује због затворених шупљина дела алвеола. Другим речима, део ваздух у сваком дисајном акту није на располагању организму за размену кисеоника и угљен-диоксида.
Са накнадним развојем једноставног мерења анатомског мртвог простора, постало је очигледно да је компонента алвеоларног мртвог простора значајно повећана у низу плућних болести, и да њена првобитна интерпретација као вентилације која се примењује на неперфузоване алвеоларне површине није била адекватна да објасни патофизиологију већине болести. 

## Подела мртвог простора
Анатомски
Анатомски мртви простор представљају дисајни путеви у којима нема размене гасова због непостојања респираторних мембрана.
Физиолошки
Физиолошки мртви простор обухвата поред дисајних путева и алвеоле чије су шупљине затворене, па се у њима не врши размена гасова.

## Мерење мртвог простора
Мерење мртвог простора може се обавити уз помоћ спирометра са кисеоником и уређаја за мерење азота. Током мерења мртвог простора испитаник треба из апарата да дубоко удахне кисеоник. Мртви простор се тада испуни чистим кисеоником, а нешто кисеоника се помеша са алвеоларним ваздухом, али га не замени у целости. Затим испитаник издахне кроз апарат за брзо мерење азота. Први део издахнутог ваздуха долази из дисајних путева који чине мртви простор и у којим је сав ваздух замењен кисеоником. Због тога је проценат азота у том издахнутом ваздуху на нули. Када у апарат почне да пристиже алвеоларни ваздух концентрација азота нагло расте јер се алвеоларни ваздух, који садржи велике количине азота почиње мешати са ваздухом у мртвом простору. Када се у наставку издисаја сав ваздух из мртвог простора издахне остаје само алвеоларни ваздух. Зато концентрација азота достиже максимални ниво који одговара концентрацији азота у алвеолама. Мерењем количине ваздуха који не садржи азот добија се волумен мртвог простора.
Баш као што мртви простор троши део удахнутог даха, мртви простор разређује алвеоларни ваздух током издисаја. Квантификацијом овог разблажења могуће је измерити физиолошки мртви простор, користећи концепт равнотеже масе, као што је изражено Боровом једначином
{\displaystyle {\frac {V_{d}}{V_{t}}}={\frac {P_{a\,{\ce {CO2}}}-P_{e\,{\ce {CO2}}}}{P_{a\,{\ce {CO2}}}}}}
где је {\displaystyle V_{d}} запремина мртвог простора а {\displaystyle V_{t}} тидал волумен,
{\displaystyle P_{a\,{\ce {CO2}}}} парцијални притисак угљен-диоксида у артеријској крви,
{\displaystyle P_{e\,{\ce {CO2}}}} парцијални притисак угљен-диоксида у мешаном издахнутом ваздуху.